# Liparis cordifolia
Liparis cordifolia es una especie de orquídea de hábitos terrestres, originaria de Asia.

## Descripción
Es una orquídea de tamaño pequeño, que prefiere el clima cálido al frío. Tiene hábitos terrestres o litofitas con pseudobulbos agrupados que llevan una sola hoja apical, ampliamente ovada, cordada, veteada claramente y acuminada. Florece en el verano y el otoño en una inflorescencia de 15 cm de largo, racemosa con brácteas florales triangulares, agudas.

## Distribución y hábitat
Se encuentra en Assam, India, el Himalaya oriental, Nepal, el Himalaya occidental, Sikkim, China, Vietnam y Taiwán en elevaciones de 1660 a 2000 metros en los bosques húmedos y musgosos mixtos y de coníferas. 

## Taxonomía
Liparis cordifolia fue descrita por  Joseph Dalton Hooker y publicado en Hooker's Icones Plantarum 19(1): , ad pl. 1811. 1889.
Etimología
Liparis; nombre genérico latíno que deriva del griego Liparos (λιπαρός) que significa "grasa, rico o brillante." Este nombre se refiere a la textura (sensación) de las hojas de estas plantas: que se producen casi aceitosas y brillantes.
cordifolia: epíteto latino que significa "con hojas en forma de corazón".
Sinonimia
- Leptorchis commutata (Hook. f.) Kuntze
- Leptorchis cordifolia (Hook. f.) Kuntze
- Leptorkis commutata Kuntze
- Leptorkis cordifolia (Hook.f.) Kuntze
- Liparis argentopunctata Aver.
- Liparis keitaoensis Hayata[3][4]